# CLISP
在计算机编程中，CLISP是Common Lisp编程语言的一个实现，最初由Bruno Haible和Michael Stoll为Atari ST而开发。现在它支持Unix和Microsoft Windows操作系统。
CLISP包括：解释器、字节码编译器、调试器、套接字接口、高层外界语言接口、强大的国际化支持、和两个对象系统：Common Lisp对象系统（CLOS）和元对象协议（MOP）。
它是用C和Common Lisp写成。它现在是GNU计划的一部份并且是自由软件，可以在GNU通用公共许可证（GPL）下获得。

## 历史
Haible最初不打算在GPL下发行CLISP，但是在与Richard Stallman的广为人知的邮件交流后，他最终同意了这么做。关键问题是CLISP是否为GNU Readline库的衍生作品。

## 移植
CLISP是非常可移植的，运行在几乎所有基于Unix的操作系统还有Microsoft Windows上。尽管解释字节码通常要慢于运行编译后的本机二进制代码，这并不总是主要问题（特别是在I/O是瓶颈的应用比如Web开发中）。CLISP也比其他流行的FOSS Common Lisp比如SBCL要容易搭设。

## 接纳
保罗·格雷厄姆使用CLISP来运行他初创的Viaweb软件。Viaweb是一个早期的web应用。
Conrad Barski的《Land of Lisp》在教科书练习中使用了一些特定于CLISP的函数。

## 引用
1. ↑  https://sourceforge.net/p/clisp/clisp/ci/clisp_2_49-2010-07-07/tree/src/NEWS; 检索日期: 2018年3月14日.
2. ↑  http://hg.code.sf.net/p/clisp/clisp/rev/614b99fdba0c; 检索日期: 2018年3月14日.
3. ↑  http://hg.code.sf.net/p/clisp/clisp/file/614b99fdba0c/src/ChangeLog; 检索日期: 2018年3月14日.
4. ↑  .   [2021-11-01]. （原始内容存档于2022-03-21）.